# Assoziation (Pflanzensoziologie)
Die Assoziation ist die Grundeinheit des pflanzensoziologischen Klassifikationssystems nach Josias Braun-Blanquet. Sie bezeichnet eine Pflanzengesellschaft von bestimmter Art-Zusammensetzung, einheitlicher Physiognomie und gleichartigen Standortbedingungen. Jede Assoziation besitzt eine ganz bestimmte Artenstruktur (eine sogenannte charakteristische Arten- oder Artengruppenkombination). Diese kommen nur unter ganz bestimmten Umweltbedingungen an charakteristischen Wuchsorten vor. Eine Art, durch die sich die betrachtete Pflanzengesellschaft von allen anderen unterscheidet, heißt Charakterart oder Kennart dieser Assoziation. 
In der Syntaxonomie (der in der Pflanzensoziologie verwendeten Taxonomie) besteht der Name einer Assoziation aus ein oder zwei charakteristischen Arten, die mit der Endung „-etum“ versehen werden, wie z. B. Hordelymo-Fagetum (Haargersten-Buchenwald), mit den Charakterarten Waldgerste (Hordelymus europaeus) und Christophskraut (Actaea spicata).
Um die Identifizierung bestimmter beschriebener und taxonomisch gefasster Assoziationen zu gewährleisten, wird dem Assoziationsnamen noch der Autor der Erstbeschreibung hinzugefügt wie z. B. Hordelymo europaei-Fagetum sylvatici (Tx. 1937) Kuhn 1937 em. Jahn 1972.
Analog den Regeln bei den Artnamen der Pflanzen wird in Fällen, bei denen eine Assoziation zuerst im System anders eingeordnet wurde, der Name des Erstautors in Klammern gesetzt und der Name des neu einordnenden Autors angefügt. Sonderregeln betreffen die Schreibweise oder die Fassung neuer Gesellschaften auf Grundlage des Materials anderer. Im konkreten Beispiel gilt: Reinhold Tüxen („Tx.“) hat den Waldgersten-Buchenwald 1937 als Fagetum boreoatlanticum elymetosum europaei, also als Subassoziation eines weitgefassten Buchenwaldes, in Norddeutschland zuerst beschrieben. Wenig später benannte Karl Kuhn in einer Arbeit über das Neckargebiet dieselbe Waldgesellschaft als Assoziation in Elymo europaei-Fagetum sylvaticae um. Gisela Jahn veränderte in einer Arbeit über die Eifel den Umfang der Assoziation (em.: emendavit, emendiert). Da die namengebende Waldgerste zwischenzeitlich in Hordelymus europaeus umbenannt wurde und dieser Name in allen relevanten neueren Publikationen verwendet wurde, wurde der Name als „nomen mutatum“ von „Elymo-Fagetum“ zu „Hordelymo-Fagetum“ verändert. Die vor 2000 für Publikationsdaten oft verwendeten zweistelligen Jahreszahlen (also „37“ statt „1937“) waren im pflanzensoziologischen Fachjargon des 20. Jahrhunderts üblich; ihre Verwendung wird im Internationalen Code für pflanzensoziologische Nomenklatur (ICPN) nicht empfohlen.
Wenn man nun davon ausgeht, dass die Charakterart dieser Assoziation nur eine sehr geringe Standortamplitude hat, so wird diese (bei sonst gleich bleibender Artenkombination), durch eine andere Art (oder auch mehrere) mit ebenfalls sehr enger Standortamplitude, abgelöst. Je mehr sich der Standort verändert, desto mehr wird sich auch die Artenkombination ändern, bis schließlich auch die Arten mit etwas weiterer Standortsamplitude verschwinden. Genau diese Arten haben die bisherigen Assoziationen (welche durch die verschiedenen Charakterarten charakterisiert waren) gemeinsam. Mittels dieser Art, oder auch Arten, lassen sich Assoziationen nun zu einer Gruppe  ähnlicher Assoziationen, dem Verband, vereinen. Verbände lassen sich in einer Ordnung zusammenfassen, Ordnungen wiederum in einer Klasse.